# La Faute-sur-Mer
La Faute-sur-Mer era una comuna francesa que estaba situada en el departamento de Vandea, de la región de Países del Loira, que el 1 de enero de 2022 pasó a formar parte de la comuna nueva de L'Aiguillon-la-Presqu'île como comuna delegada.

## Historia
Fue creada en 1953 por segregación de terrenos pertenecientes a la comuna de La Tranche-sur-Mer.

## Demografía
| Gráfica de evolución demográfica de La Faute-sur-Mer entre 1954 y 2018 |
|                                                                        |

Los datos demográficos contemplados en este gráfico de la comuna de La Faute-sur-Mer se han cogido de 1854 a 1999 de la página francesa EHESS/Cassini, y los demás datos de la página del INSEE.